# Elezione del doge di Genova

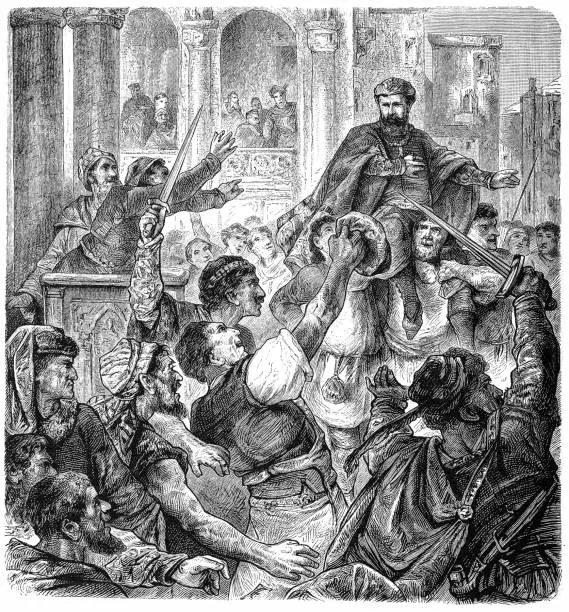
Acclamazione popolare del primo doge Simon Boccanegra

L'elezione del doge della Repubblica di Genova rappresentava la massima attività elettiva della Repubblica dal XIV secolo alla caduta di essa.

## Antefatti
Nel 1339 Genova introduce per la prima volta la carica di doge con l’elezione di Simone Boccanegra. Tale figura nasce per superare le divisioni interne fra famiglie nobili e interessi economici, e per stabilizzare il governo cittadino. A differenza dei precedenti sistemi comunali basati su magistrature e consoli, il doge è un capo unico eletto con mandato temporaneo. L’istituzione della carica segue un modello simile a quello veneziano, ma adattato alle specificità genovesi.
Simone Boccanegra, di origine mercantile e non aristocratica, viene scelto per il consenso che riesce a ottenere sia tra i patrizi sia tra le classi popolari. L’elezione avviene in assemblea cittadina con la partecipazione di rappresentanti delle famiglie nobili, dei mercanti e delle corporazioni. La carica non è ereditaria ma conferita tramite elezione, con un mandato definito. Questa scelta rappresenta un passaggio decisivo dal governo collettivo comunale verso una leadership centralizzata e riconosciuta.
Il doge quindi ha il compito di governare la città, gestire le tensioni interne e rappresentare Genova all’esterno. La sua autorità nasce dal consenso delle istituzioni cittadine e deve mantenere un equilibrio tra i diversi gruppi di potere. Questo sistema si consolida nel corso del Trecento e influenza profondamente l’evoluzione politica della Superba.

## Contesto storico e sviluppo del dogato
Nei decenni successivi all’elezione del primo doge, la carica subisce numerose modifiche e si evolve in risposta alle trasformazioni politiche interne della Repubblica. Il doge diventa il capo dello Stato, con responsabilità esecutive importanti, ma il suo potere non è assoluto né autonomo. Il bilanciamento del potere è assicurato da tre principali istituzioni: le Magistrature, i Conservatori e il Senato. Questi organi, formati principalmente dai rappresentanti dell’aristocrazia mercantile e delle famiglie nobili, esercitano un controllo stringente sull’attività del doge, limitando la sua libertà decisionale e garantendo che le scelte di governo rispecchino un equilibrio condiviso tra le varie fazioni.
Le Magistrature sono responsabili della gestione amministrativa e giudiziaria della città, vigilando sul rispetto delle leggi e sulle attività pubbliche. I Conservatori svolgono una funzione di supervisione e tutela degli interessi patrimoniali e delle istituzioni repubblicane, mentre il Senato rappresenta un organo consultivo e decisionale fondamentale nelle questioni politiche, militari e diplomatiche. Insieme, questi organismi costituiscono un sistema di pesi e contrappesi che impedisce al doge di instaurare un potere personale troppo forte e che limita le derive autoritarie.
Per assicurare la stabilità di questo sistema politico complesso, anche la procedura elettorale subisce profonde modifiche. Le elezioni del doge non sono più aperte al vasto corpo elettorale popolare come in origine, ma vengono riservate a un gruppo ristretto di rappresentanti delle famiglie più influenti e delle principali fazioni politiche. Questo sistema ristretto, composto da membri dell’aristocrazia mercantile e da esponenti delle élite cittadine, mira a garantire che la scelta del doge sia frutto di un equilibrio tra i maggiori interessi in campo, evitando che singole famiglie o gruppi acquisiscano un predominio eccessivo.
Il procedimento elettorale è caratterizzato da rituali complessi e formalizzati, volti a garantire la legittimità e la trasparenza della scelta. Dopo una fase di selezione preliminare, viene stilata una lista di candidati ammessi alla competizione. La nomina del doge richiede il consenso di una maggioranza qualificata, con soglie di voti elevate, spesso fissate per assicurare un’ampia adesione trasversale e scongiurare divisioni interne. Questo meccanismo elettorale serve a stabilizzare il governo e a promuovere un fronte politico coeso, fondamentale per mantenere la continuità nelle politiche estere e nella difesa dei possedimenti marittimi della Repubblica.

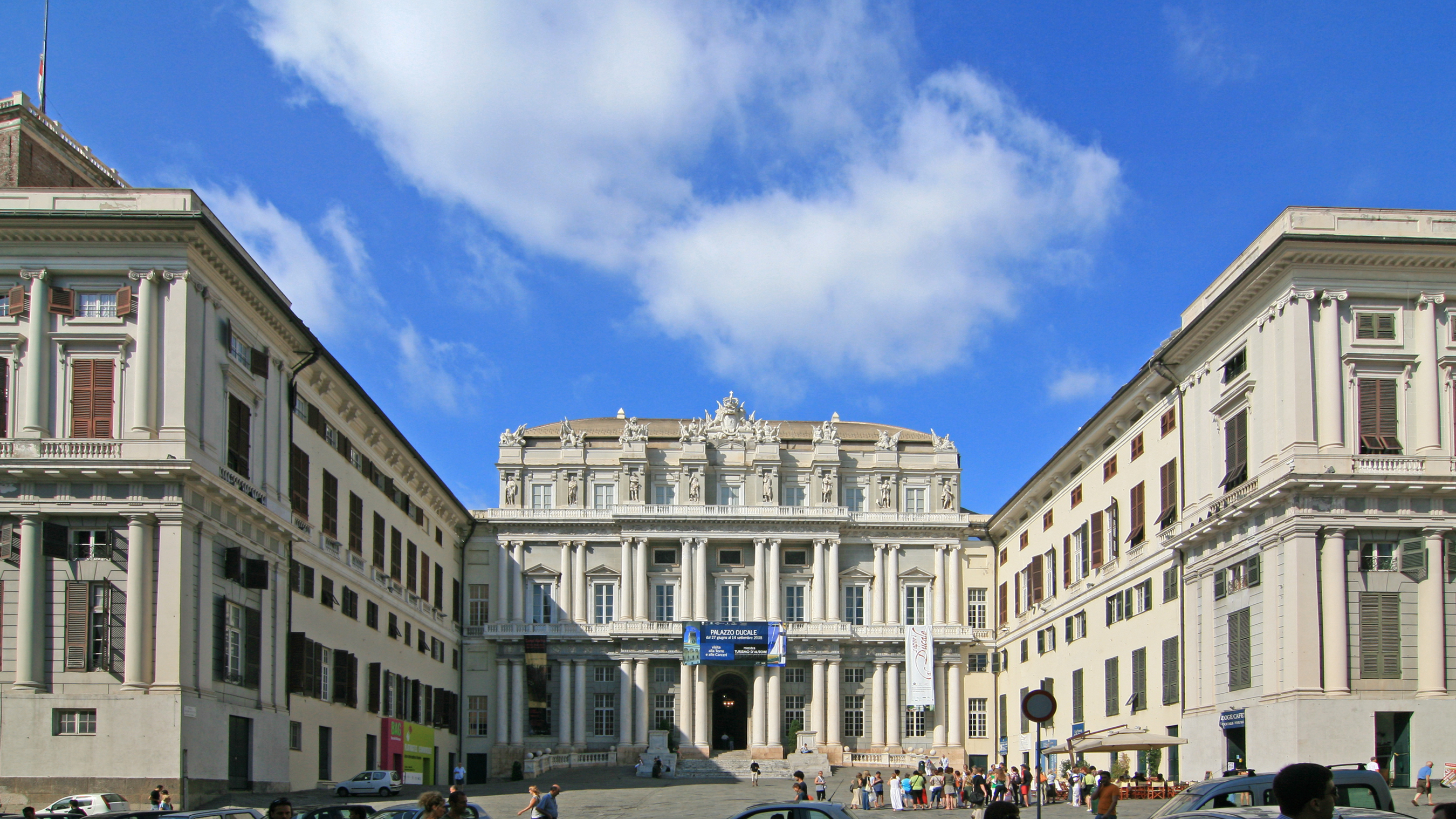
Il Palazzo ducale di Genova, dove avveniva il giuramento al Vangelo.

Accanto alle funzioni interne, il doge assume un ruolo centrale nella politica estera e nella diplomazia. La figura del doge rappresenta ufficialmente Genova presso le corti dei regnanti europei, i signori della Lombardia come i Visconti, il Papato e le grandi potenze dell’epoca. La sua azione diplomatica è indispensabile per consolidare alleanze, negoziare trattati commerciali e militari, e tutelare gli interessi genovesi nel Mediterraneo e oltre.

## Riforme doriane e trasformazioni del dogato (XVI secolo)
Nel XV secolo Genova affronta una profonda crisi istituzionale dovuta al crescente potere concentrato nelle mani di poche famiglie oligarchiche. Questo squilibrio richiede una riforma delle procedure elettorali e dell’organizzazione del governo per evitare conflitti e mantenere la stabilità politica. Tra il 1528 e il 1576 il dogato perde gran parte del suo potere personale e si trasforma in una carica soprattutto cerimoniale e collegiale. Gli incarichi diventano di breve durata, generalmente biennali, con norme rigorose che vietano la rielezione immediata o permanenze prolungate per impedire accumuli di potere.
Nel 1528 Andrea Doria guida riforme decisive, abolendo il sistema elettorale basato sui distretti territoriali e sostituendolo con uno che rafforza il ruolo delle corporazioni mercantili e l’influenza dell’aristocrazia nel Senato. Questo nuovo assetto limita progressivamente l’autonomia del doge, la cui autorità dipende dal rispetto delle regole interne di un sistema oligarchico dominato da famiglie patrizie e gruppi mercantili. Istituisce le camere di Maggiore e Minor consiglio, composte rispettivamente da 400 e 100 membri (questi ultimi eletti fra i membri del Maggiore). 

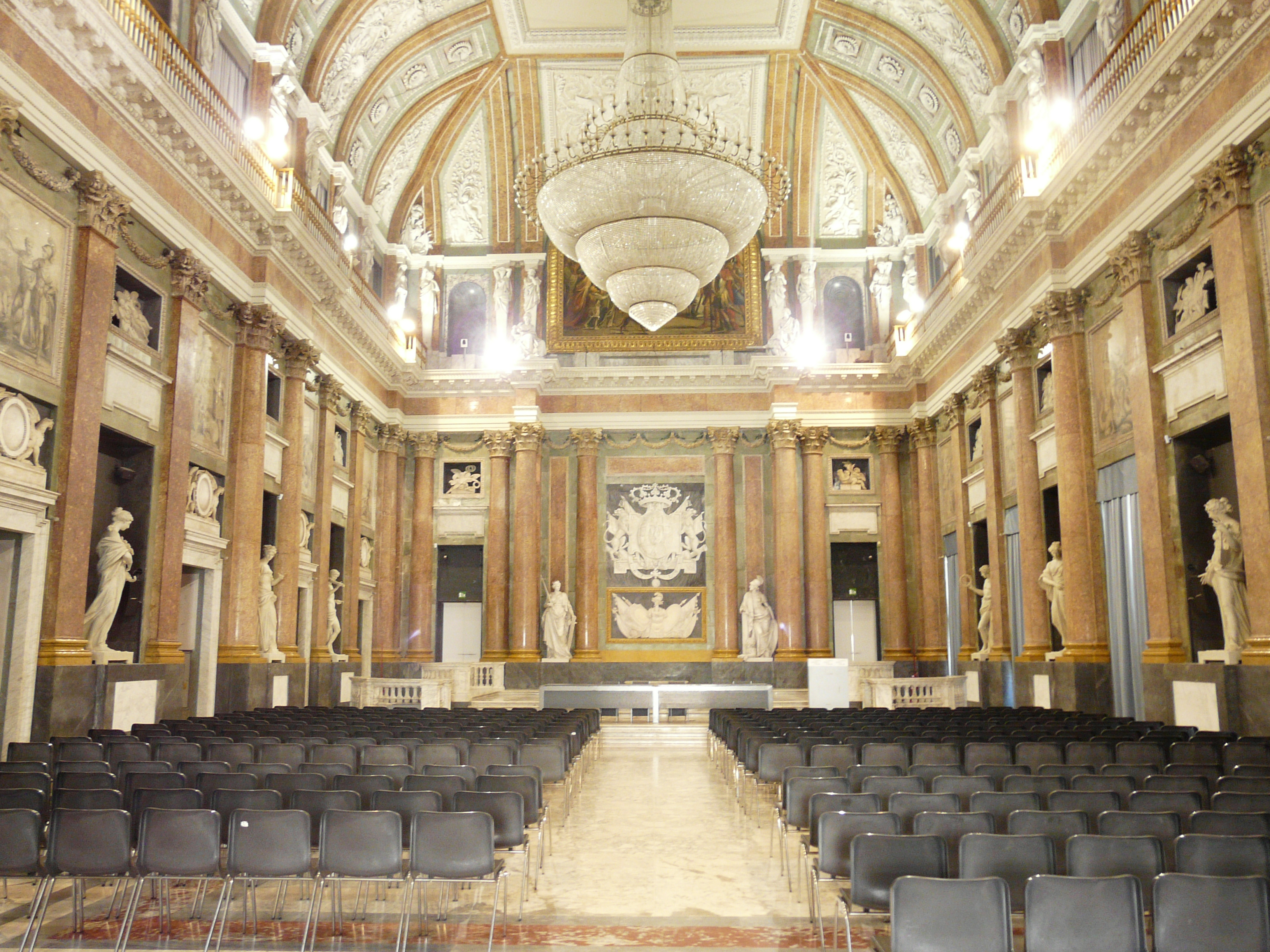
Sala del Maggior Consiglio, Palazzo Ducale

Le elezioni diventano più rigide e formalizzate: il Senato in accordo fra le due camere seleziona una lista ristretta di candidati, presentata alle assemblee di voto, mentre un decreto assegna l’approvazione finale ai rappresentanti delle corporazioni più influenti, cioè chi ricopre cariche chiave nell’organizzazione economica e politica della Repubblica. L’obiettivo è garantire un consenso ampio tra le fazioni, evitando il predominio di una sola famiglia o gruppo.
Le riforme di Doria non abolirono il dogato, ma ne ridussero il potere a favore degli organi collettivi e delle élite aristocratiche. Doria rifiutò più volte la carica di doge, preferendo il ruolo di supervisore e garante, posizione più influente e meno soggetta a critiche rispetto a quella formale di capo dello Stato. Questa trasformazione sancì la fine dell’era in cui il doge esercitava un potere personale rilevante e diede avvio a un lungo periodo di governo oligarchico, che perdurò fino alla fine della Repubblica di Genova nel XVIII secolo.

## Consolidamento e regolamentazione del dogato (1576 e oltre)
Solo nel 1576, dopo la caduta della famiglia Adorno, si inaugura una nuova fase per il dogato genovese, che viene stabilito come istituto con regole precise e una durata definita. In questo periodo si introduce il vincolo del mandato biennale per il doge, che in seguito viene esteso a cinque anni, con la possibilità di rielezione solo dopo un intervallo obbligato.
Il sistema politico diventa più dinamico, con una competizione più marcata tra le famiglie patrizie, ma al tempo stesso più controllato grazie all’istituzione di due organi fondamentali: il Collegio dei Quarantacinque e la Consulta dei Sessanta. Questi organi hanno il compito di regolamentare le candidature e gestire la composizione delle assemblee elettorali, assicurando così un equilibrio tra le fazioni e la legittimità del processo.
Fu introdotto un sistema elettorale basato su un doppio sorteggio. Questo metodo ispirò i genovesi a gettare le basi per il futuro gioco del lotto, che sarebbe stato formalmente adottato intorno al 1630. Secondo un’antica tradizione, infatti, i genovesi di quell’epoca erano appassionati di scommesse e colsero l’occasione per puntare sui numeri associati agli eletti nei Serenissimi Collegi.
A partire dal XVII secolo, le elezioni perdono gran parte della loro sostanza politica e diventano soprattutto un atto formale. Nonostante ciò, la nomina a doge mantiene un’importanza simbolica elevata e rappresenta un riconoscimento prestigioso all’interno dell’aristocrazia, a differenza di Venezia, dove il doge detiene poteri effettivi rilevanti.

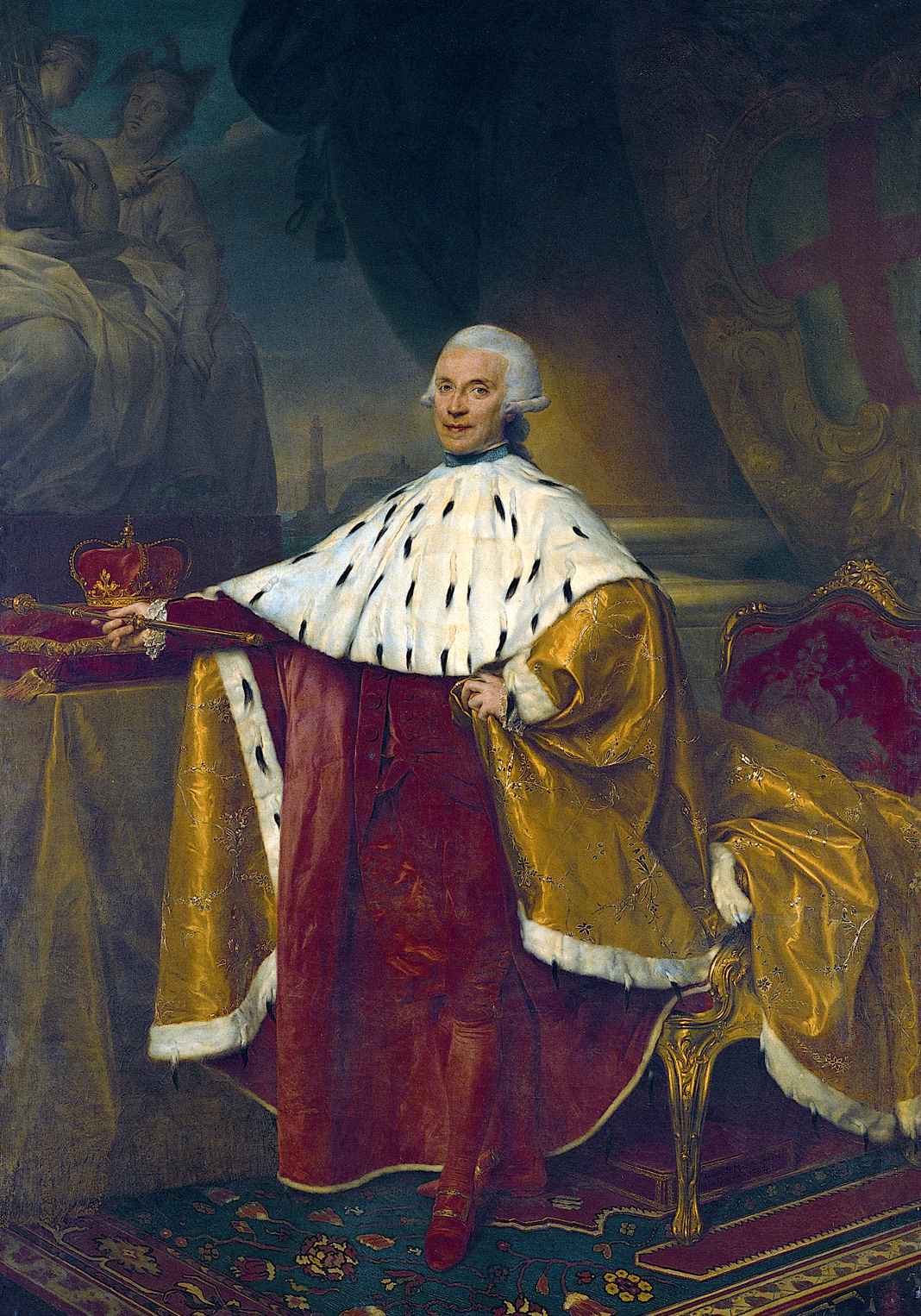
Dipinto di Michelangelo Cambiaso, si possono notare i sontuosi paramenti dogali e le regalie assieme alla corona.

## La cerimonia elettorale e i simboli del dogato
L’elezione si svolge in un clima quasi liturgico, caratterizzato da precise scadenze: ogni biennio il Senato, che ha la competenza ultima, indice le consultazioni e stila i registri delle famiglie patrizie ammesse. Le candidature vengono presentate in anticipo e accompagnate da dichiarazioni di fedeltà alla Repubblica di Genova.
In tempi brevi, la commissione di controllo verifica l’ortodossia civica e politica dei candidati, escludendo indegnità o sospetti di malversazione. La scelta finale è frutto di voto per scrutino segreto, riservato ai componenti del Collegio dei Quarantacinque. Il voto è calendarizzato in una giornata solenne che coincide con una festa cittadina, durante la quale la città si ferma e ogni attività amministrativa staziona in attesa dell’esito.
In occasione della cerimonia, il neo-doge vestiva un abito di porpora mentre veniva accompagnato al Palazzo Ducale per il giuramento nella sala del trono. Prima di sedere sullo scranno si inginocchiava e pronunciava l’intenzione solenne, posando la mano destra sul Vangelo. Terminato il voto aveva inizio il “rituale delle congratulazioni” con gli ossequi di senatori, nobili e diplomatici. I festeggiamenti duravano giorni e l’elezione si concludeva con un banchetto indetto dal Doge stesso.
Il nuovo doge giurava nuovamente (dopo una sontuosa cerimonia nella Cattedrale di San Lorenzo) fedeltà alla Repubblica in Senato, pronunciando una formula solenne: «Prometto d’essere fedele alla Repubblica genovese, mantenendone le leggi, salvaguardandone la libertà, garantendone la difesa e promuovendone l’onore.» Il giuramento, seguito dal suono della campana e dal volo delle bandiere, sancisce l’inizio ufficiale del mandato. Da quel momento, il doge subentra anche nella tradizione del dono ufficiale: riceve una corona, una fascia ricamata, un bastone d'oro e una spada d’argento, simboli di dignità e investitura.

## Declino e fine del dogato
Negli ultimi decenni della Repubblica, il dogato assume una connotazione sempre più cerimoniosa. Le competenze di governo si concentrano sempre più nelle mani di pochi gruppi politici, mentre la carica diviene un riconoscimento di status, transitivo tra le famiglie più influenti.
L’occupazione napoleonica, all’inizio del XIX secolo, segna la fine del dogato e della Repubblica. Le leggi rivoluzionarie statunitensi imposte da Napoleone cancellano l’antico ordinamento genovese, abolendo le magistrature collegiali e spianando la strada all’istituzione del consolato e poi della prefettura.